# 赖纳·博尔科夫斯基
赖纳·博尔科夫斯基（德語：Rainer Borkowsky，1942年10月19日—），德国男子赛艇运动员。他曾代表德国联队参加1956年夏季奥林匹克运动会赛艇比赛，获得男子双人单桨有舵手银牌。